# Наследник (фильм, 2002)
«Наследник» — художественный фильм режиссёра Владимира Любомудрова.

## Сюжет
Начало 1990-х годов. Бывший влиятельный партийный работник Иона Петрович (Пороховщиков) эмигрировал, оставив внезапно свой пост и жену с ребёнком. Не вынеся предательства, жена скончалась. Сын Андрей (Каминский) рос без родителей. После распада СССР Иона Петрович возвращается обратно в страну, где стал в преуспевающей корпорации президентом. Позже, вспоминая о сыне, он назначает его вице-президентом. Иона Петрович постарался обратить деятельность корпорации на благо новой России, а именно — на восстановление храма, когда-то им же разрушенного. Это не понравилось главе местной администрации (Качан), который хотел, чтобы бизнесмен вложил деньги в его проект — «Лас-Вегас» на месте бывшего колхоза и церкви…

## История создания
Замысел фильма пришёл к Любомудрову, когда он волею случая оказался в Дубне. На режиссёра оказали огромное влияние и природа, и местные жители (в основном — алкоголики), и — бывший женский монастырь, где в то время располагался психоневрологический диспансер. Здесь же, в Дубне, и проводились съёмки картины.
На роли сразу были утверждены Александр Пороховщиков, Виктор Борцов и Александр Панкратов-Чёрный. Эта картина стала первой большой ролью будущей звезды телесериалов Анастасии Заворотнюк.
Фильм снимался в августе-октябре 1993 года. Позже закончились деньги, и неозвученный, несмонтированный фильм пролежал без движения 8 лет. В 2001 году были найдены средства, и картина была доделана. Премьера фильма состоялась в конце 2002 года в ЦДК.

## В ролях
- Александр Пороховщиков — Иона Петрович, бывший работник партии, ныне — бизнесмен
- Артём Каминский — Андрей Ионович, сын
- Ольга Егорова — супруга Ионы Петровича
- Валерий Баринов — Михаил Андреевич, куратор
- Виктор Борцов — друг
- Борис Романов — священник
- Анастасия Заворотнюк — Настя, дочь священника
- Александр Панкратов-Чёрный — местный милиционер
- Владимир Качан — депутат, глава местного собрания
- Геннадий Корольков — бомж

## Съёмочная группа
- Авторы сценария: Владимир Любомудров, Анатолий Галиев
- Режиссёр: Владимир Любомудров
- Оператор: Валерий Шувалов
- Художник: Владимир Савостьянов
- Композиторы: Эдуард Артемьев, Игорь Назарук
- Звукооператор: Александр Цыганков
- Продюсер: Феликс Клейман